# Blitz
A Blitz ('relâmpago', em alemão) foi a campanha de bombardeamentos estratégicos realizada na Segunda Guerra Mundial pela Luftwaffe — a aviação alemã — contra o Reino Unido,  entre 7 de setembro de 1940 e 10 de maio de 1941. O nome provém da contração popular inglesa da palavra alemã Blitzkrieg, guerra-relâmpago).
Embora tenha atingido várias cidades na Inglaterra, começou com o bombardeamento de Londres, que se seguiu por 57 noites consecutivas. No final de 1941, mais de 43 000 civis, metade deles em Londres, foram vitimados pelas bombas, e mais de um milhão de casas destruídas ou danificadas apenas na região londrina.
Londres não foi a única cidade bombardeada pela Luftwaffe durante a Blitz. Outros centros militares e industriais importantes, como Belfast, Birmingham, Bristol, Cardiff, Coventry, Glasgow, Sheffield, Swansea, Liverpool, Hull, Manchester, Portsmouth, Plymouth e Southampton sofreram intensos ataques aéreos que provocaram um alto número de vítimas.
Os alemães fracassaram completamente em atingir o objetivo da Blitz, que seria minar o moral do povo britânico e facilitar uma potencial invasão da Grã-Bretanha. Em maio de 1941, a ameaça da iminente invasão havia passado, e Hitler redirecionou sua atenção para o leste da Europa. Embora os alemães nunca mais tenham conseguido bombardear a Grã-Bretanha em larga escala novamente, continuaram com ataques menores durante a guerra, elevando o número de vítimas civis para 51 509.
Em 1944, o desenvolvimento das bombas voadoras V-1 e V-2 permitiram que a Alemanha, mais uma vez, atacasse Londres: desta vez, com armas lançadas a partir do continente europeu. No total, as armas V mataram 8938 civis em Londres e no sudeste.

## Prelúdio

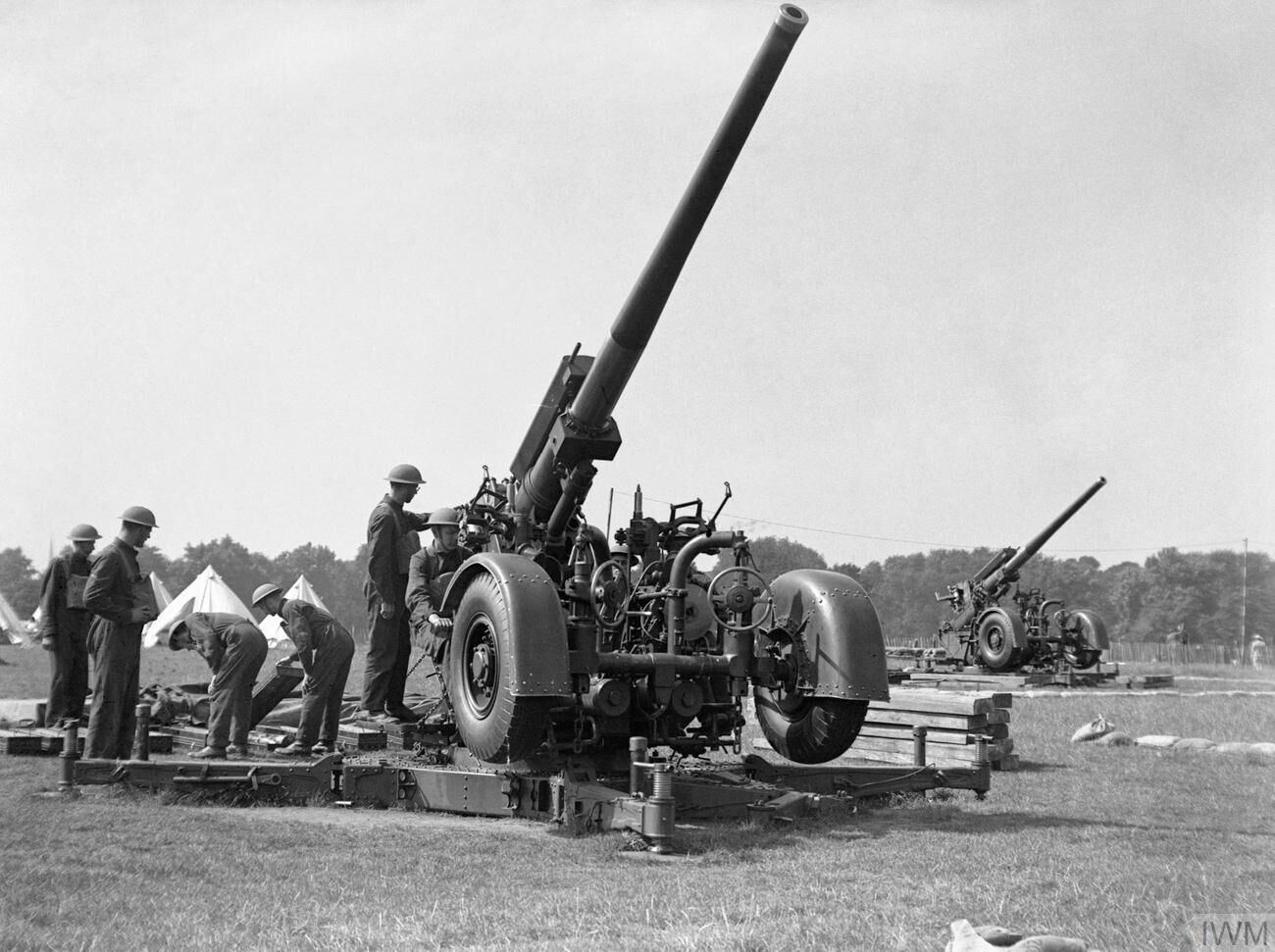
Artilharia antiaérea em Hyde Park, em Londres

Após a Batalha da França, a Batalha da Grã-Bretanha teve início em julho de 1940. De julho a setembro, a Luftwaffe atacou frontalmente o esquadrão da Royal Air Force, esperando obter superioridade aérea antes da invasão. Parte da estratégia foi o bombardeio de pistas de pouso, destruindo assim a possibilidade do comando aéreo combater uma invasão. Ataques simultâneos à fábricas de aeronaves foram realizados para evitar que a Grã-Bretanha repusesse suas perdas.
No final de agosto de 1940, data comumente associada ao início da Blitz, a Luftwaffe atacou alvos industriais em Birmingham e Liverpool. Tais ataques eram parte do aumento das incursões noturnas, consequência do alto índice de baixas infligidas em bombardeiros alemães à luz do dia.
Durante um ataque surpresa em Thames Haven, em 24 de agosto, algumas aeronaves alemãs sobrevoaram Londres, lançando bombas nas regiões leste e nordeste da cidade, em Bethnal Green, Hackney, Islington, Tottenham e Finchley. Em retaliação, os britânicos atacaram Berlim na noite seguinte, bombardeando Kreuzberg e Wedding e provocando 10 mortes. Hitler, supostamente furioso, reuniu-se em 5 de setembro com o alto comando da Luftwaffe, lançando uma diretriz que estabelecia "ataques disruptivos contra a população e defesas aéreas das principais cidades britânicas, incluindo Londres, dia e noite". A Luftwaffe cumpriu a ordem, aliviando a pressão nos campos de pouso da RAF.
Antes do início da Blitz, estimativas tenebrosas apontavam que uma campanha de bombardeamento alemã provocaria um alto número de vítimas. Um relatório do Departamento de Saúde britânico, entregue em meados de 1939, calculava que durante os seis primeiros meses de ataque aéreo, 600 000 pessoas seriam mortas e 1 200 000 feridas. Tais previsões provaram ser um exagero, principalmente por serem baseadas em hipóteses errôneas quanto ao número de bombardeiros alemães disponíveis e o número de baixas causadas por cada bomba. Mesmo assim, levou à evacuação em massa de aproximadamente 650 000 crianças para o interior.

## Primeira fase

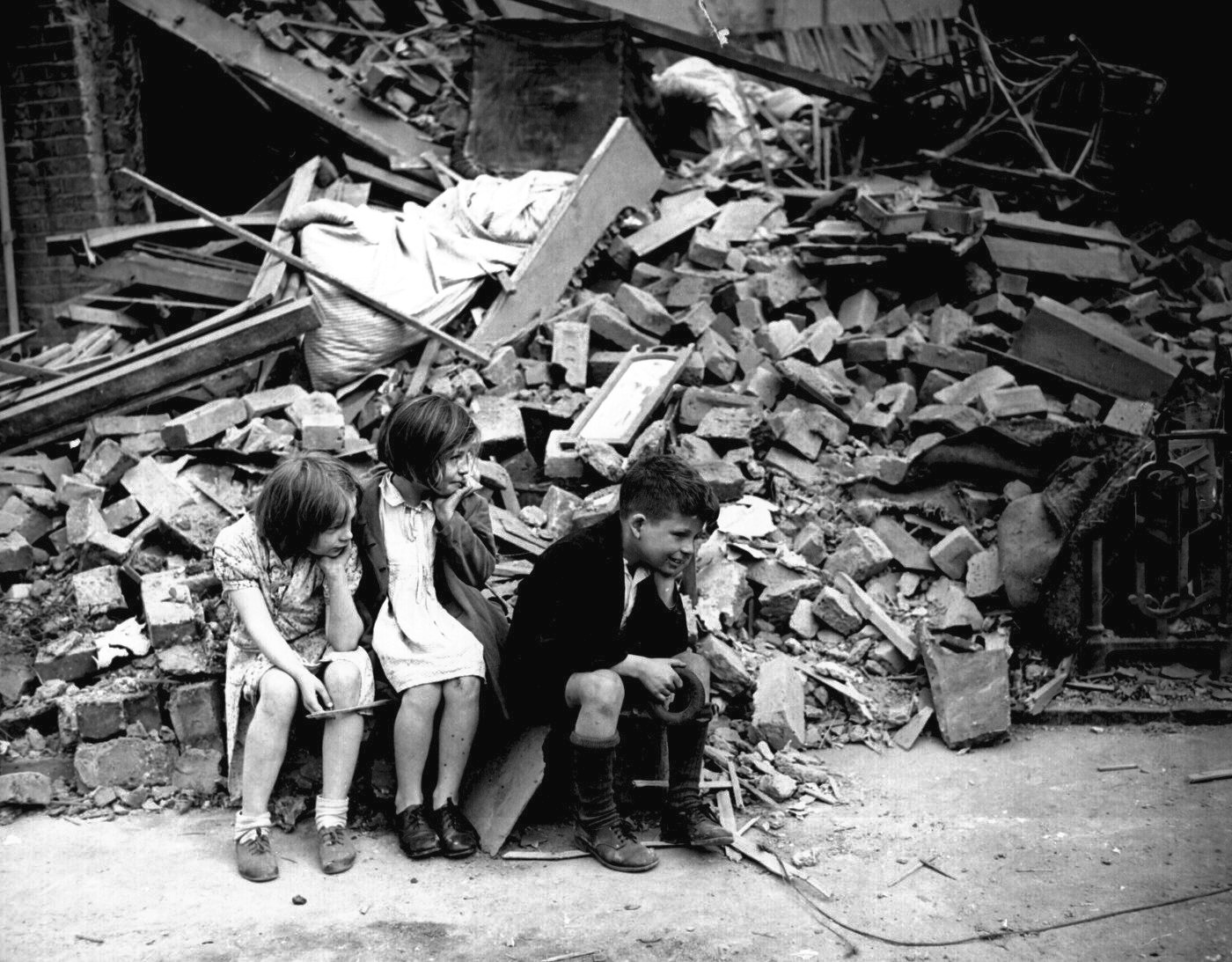
Crianças no East End de Londres, desabrigadas pelas bombas dos ataques Nazi, aguardam ao lado da pilha de escombros do que fora sua casa. Setembro de 1940 (National Archives)

As primeiras incursões intencionais em Londres foram miradas principalmente no Porto de Londres, provocando sérios danos. No final da tarde de 7 de setembro, 364 bombardeiros atacaram, escoltados por 515 caças. Outros 133 bombardeiros voltaram a atacar na mesma noite. Muitas das bombas direcionadas às docas caíram em áreas residenciais, matando 436 londrinos e ferindo 1 666.
Poucas armas antiaéreas contavam com sistemas de controle de mira, e as fracas luzes de busca eram normalmente inúteis em altitudes acima de 12 000 pés. Mesmo a fortificada Cabinet War Rooms, um bunker secreto no subterrâneo escondido sob o Departamento do Tesouro, era vulnerável a um impacto direto. Poucos caças eram capazes de operar durante a noite, e a rede de radares em terra era limitada. Durante o primeiro ataque, apenas 92 peças de artilharia estavam disponíveis para defender Londres. As defesas da cidade foram rapidamente reorganizadas pelo general sir Frederick Pile, comandante-em-chefe do Comando Antiaéreo, e, em 11 de setembro, o dobro de peças estava disponível e prontas para uso. Isto produziu uma barragem visualmente muito mais impactante que aumentou o moral civil, e embora tivesse pouco efeito contra os ataques, encorajaram as equipes de bombardeio inimigas a largar suas cargas antes de alcançarem seu alvo.
No decorrer da primeira fase da Blitz, os ataques eram realizados durante o dia e durante a noite. Entre 100 e 200 bombardeiros atacaram Londres noite após noite, de meados de setembro até novembro. A maioria eram alemães, com algumas aeronaves italianas decolando da Bélgica. Birmingham e Bristol foram atacadas em 15 de outubro, e a incursão mais pesada da guerra—envolvendo 400 bombardeiros e durando seis horas—atingiu Londres. A RAF contra-atacou com 41 caças, derrubando apenas um bombardeiro Heinkel. Em meados de novembro, os alemães já haviam despejado mais de 13 000 toneladas de explosivos e mais de 1 milhão de bombas incendiárias, com uma perda de aeronaves de menos de 1% (apesar das baixas inerentes aos voos e pousos noturnos).

## Segunda fase

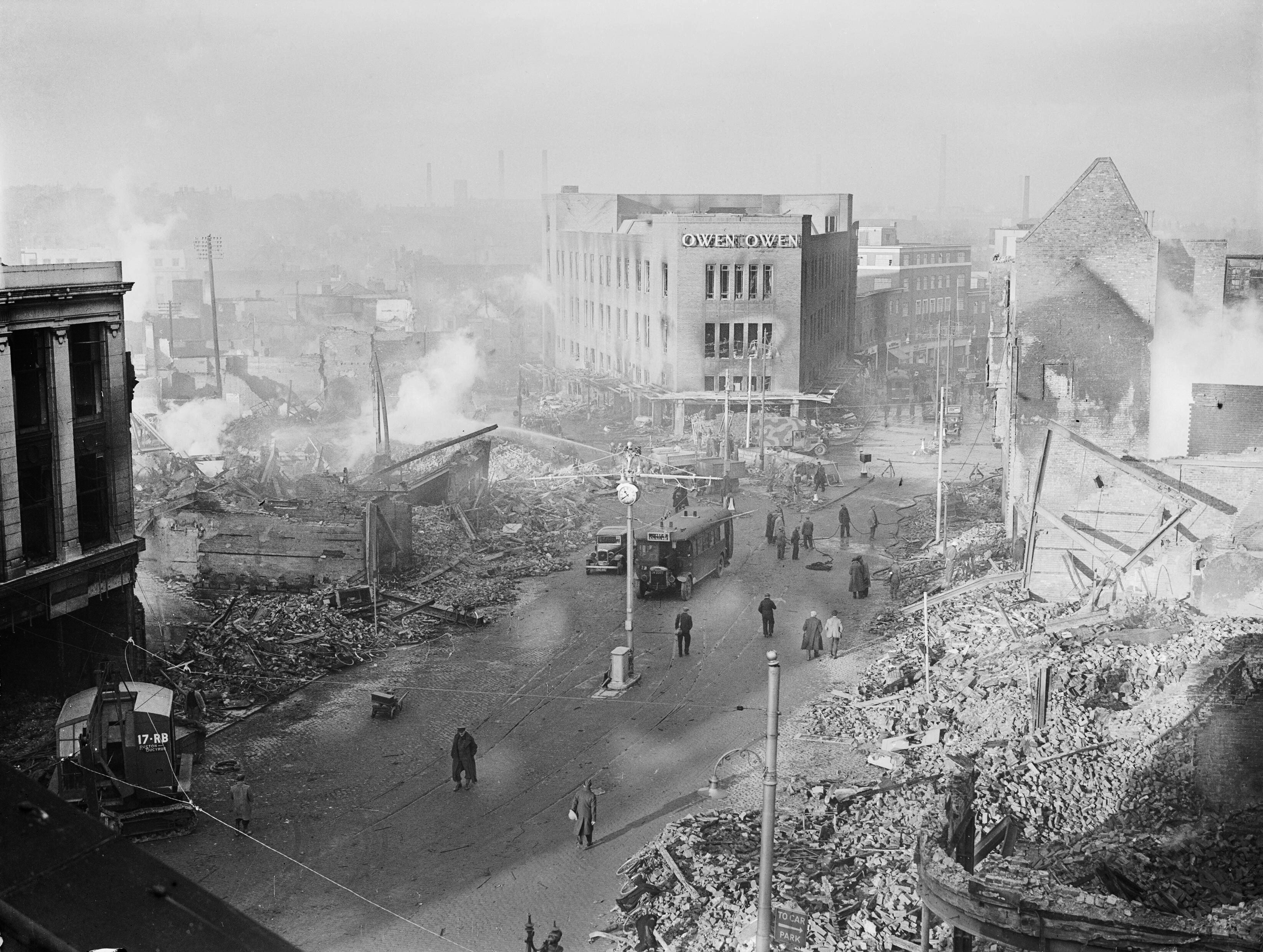
O centro da cidade de Coventry após os ataques devastadores de 14 e 15 de novembro de 1940

De novembro de 1940 a fevereiro de 1941, a Luftwaffe atacou cidades industriais e portuárias. Entre os alvos estavam Coventry, Southampton, Birmingham, Liverpool, Clydebank, Bristol, Swindon, Plymouth, Cardiff, Manchester, Sheffield, Swansea, Portsmouth, e Avonmouth. Durante este período, quatorze ataques foram direcionados à portos, nove contra cidades industriais e oito contra Londres.
A incursão mais devastadora ocorreu provavelmente no anoitecer de 29 de dezembro, quando aeronaves alemãs atacaram a Cidade de Londres com bombas incendiárias e explosivas, provocando o chamado então "Segundo Grande Incêndio de Londres".
As defesas antiaéreas continuavam obviamente fracas, e as perdas alemãs eram sustentáveis—somente 133 aeronaves durante quatro meses. No entanto, o Alto Comando alemão começou a duvidar que os bombardeios pudessem possibilitar a invasão da Grã-Bretanha, pois a RAF continuava operante. Enquanto isso, os preparativos para a invasão da União Soviética estavam em curso, e tinham maior prioridade do que derrotar o Reino Unido.

## Ataques finais

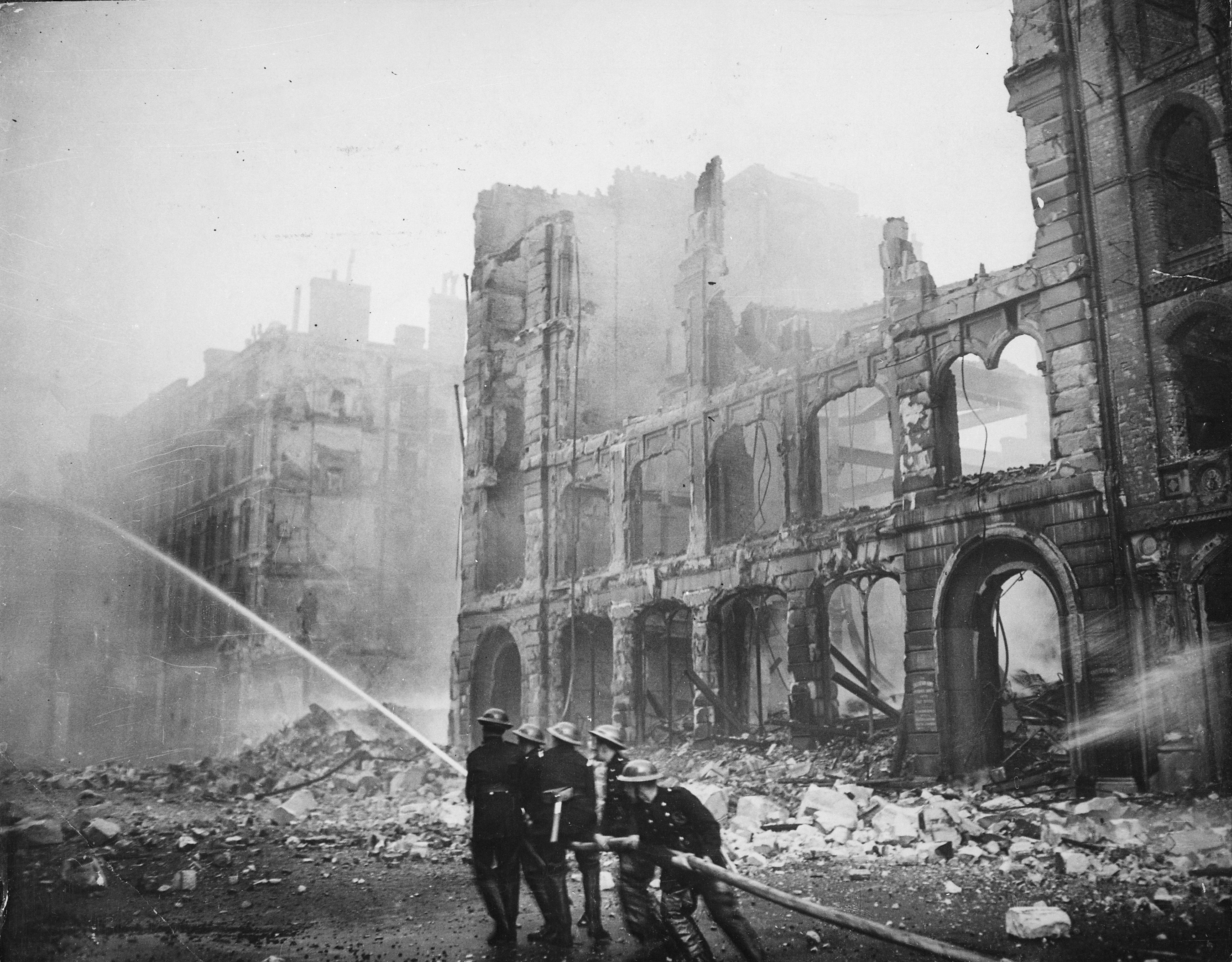
Bombeiros combatendo o fogo em prédios arruinados

Em fevereiro de 1941, Karl Dönitz convenceu Hitler a atacar portos em apoio à campanha da Kriegsmarine na Batalha do Atlântico. Hitler lançou uma diretriz em 6 de fevereiro ordenando que a Luftwaffe concentrasse seus esforços em portos, principalmente os de Plymouth, Clydebank, Portsmouth, Bristol, Avonmouth, Swansea, Liverpool, Belfast, Hull, Sunderland e Newcastle. Entre 19 de fevereiro e 12 de maio, a Alemanha realizou 51 ataques diretos contra essas cidades, com apenas 7 dirigidos a Londres, Birmingham, Coventry e Nottingham.
Já então a ameaça de uma invasão iminente havia passado, com o fracasso da Alemanha em obter o pré-requisito da superioridade aérea. Os bombardeios agora eram mirados principalmente na destruição de alvos industriais, mas também prosseguiram com o objetivo de diminuir o moral da população civil, e, a este respeito, os ataques eram vistos claramente pelos britânicos como uma tentativa de infligir terror na população. As defesas antiaéreas foram aperfeiçoadas, com um crescente número de radares em terra guiando ataques noturnos, peças de artilharia e luzes de busca. A partir do princípio de 1941, as perdas mensais da Luftwaffe começaram a aumentar. A iminente invasão da União Soviética obrigou o poder aéreo alemão a se movimentar para o leste, e a Blitz cessou em maio de 1941.
O último grande ataque em Londres foi em 10 de maio: 515 bombardeiros destruíram ou danificaram vários prédios importantes, como o Museu Britânico, o Palácio de Westminster e o Palácio de St. James. A incursão causou mais vítimas do que qualquer outra: 1 364 mortos e 1 616 seriamente feridos. Seis dias depois, 111 bombardeiros atacaram Birmingham; este seria o último grande ataque a uma cidade britânica por aproximadamente um ano e meio.

## Mudança de sentido do termo no português brasileiro

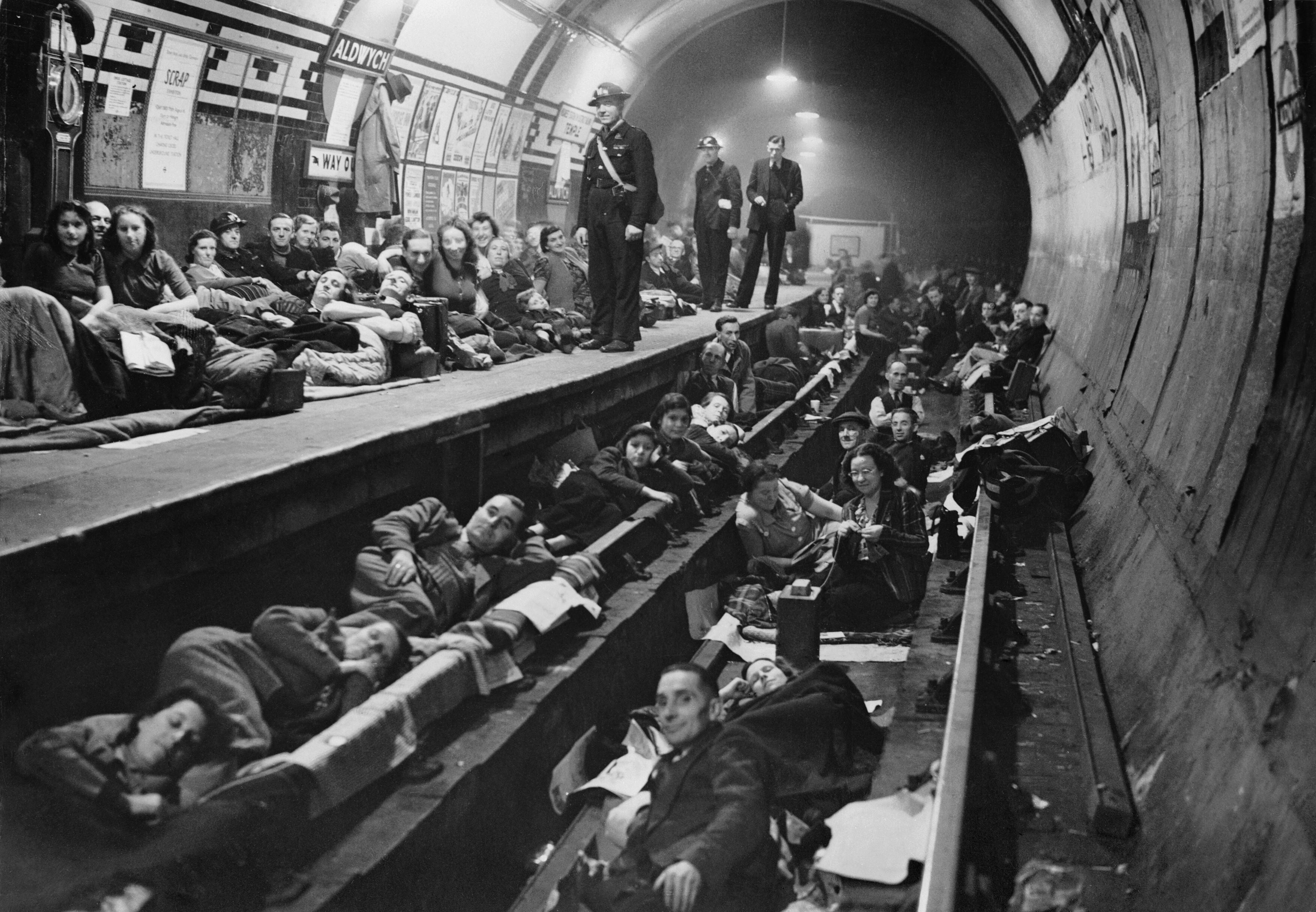
Pessoas na antiga estação de Aldwych do Metropolitano de Londres.

No Brasil, o termo blitz tornou-se um substantivo comum, com dois sentidos:
- Ataque aéreo intenso e feito de surpresa
- Batida policial feita de improviso[10]